# Avigdor Posèq
Avigdor Posèq est un historien de l'art polonais et israélien, né en 1934 à Cracovie et mort en 2016.

## Biographie
Né en 1934 sous le nom de Vitek Pisek dans une famille aisée évoluant dans le milieu intellectuel de Cracovie, le jeune garçon subit différents déplacements forcés à l'arrivée de la guerre mondiale ; la famille Pisek s'installe finalement à Tel Aviv en 1943. Il étudie initialement la peinture, commence à exposer sous le nom d'Avigdor Pisak, mais il peine à imposer son style expressionniste très marqué par l'expérience de la guerre. Il se spécialise en histoire de l'art et obtient son doctorat en 1974. Il devient enseignant-chercheur, et passe l'essentiel de sa carrière à l'université hébraïque de Jérusalem.

## Expertise
Son domaine de recherche principal porte sur l'art juif, et il étudie tout particulièrement des artistes modernes à travers des publications sur Soutine, Lipchitz ou encore Tumarkin. Il s'intéresse aussi à la psychologie de l'art, notamment à travers l'analyse de grands artistes européens de la Renaissance et de la période baroque. Il produit ainsi des ouvrages notables sur Caravage et sur Bernini,.